# Koelwār
Koelwār är en ort i Indien.   Den ligger i distriktet Bhojpur och delstaten Bihar, i den nordöstra delen av landet, 800 km öster om huvudstaden New Delhi. Koelwār ligger 64 meter över havet och antalet invånare är 25 494.
Terrängen runt Koelwār är mycket platt. Runt Koelwār är det tätbefolkat, med 762 invånare per kvadratkilometer. Närmaste större samhälle är Bihta, 7,8 km öster om Koelwār. Trakten runt Koelwār består till största delen av jordbruksmark.